# Червоні (Польське повстання 1863—1864)

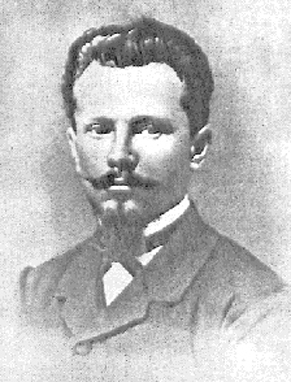
Ярослав Домбровський, один із найвидатніших активістів «червоних»

«Червоні» — радикально-демократичні активісти в Королівстві Польському до початку та під час Січневого повстання (1863—1864). Їхні політичні погляди були протилежними «білим». Сформувалися з організаторів патріотичних демонстрацій 1861 року.

## Політична програма
Їхньою метою було швидко розпочати повстання та провести радикальні соціальні реформи. Виступали за втягнення селян у боротьбу проти загарбника та закликали до їхнього звільнення без компенсації. Червоні представляли радикальні групи студентів і ремісників, що збиралися навколо Медико-хірургічної академії, яка 1861 року створила міський комітет, пізніше перетворений на Центральний національний комітет.

## Учасники
Ключові активісти «червоних»:
- Оскар Авейде[pl]
- Стефан Бобровський
- Ігнацій Хмеленський[pl]
- Ярослав Домбровський[2]
- Леон Франковський[pl]
- Агатон Ґіллер
- Людвік Мерославський
- Зигмунт Падлевський
- Зигмунт Сераковський
- Броніслав Шварце[pl]